# Sobeslau II da Boémia
Sobeslau II da Boémia foi um duque Boémia, governou entre 1173 e 1178 entre dois dos governos de Frederico da Boémia, sendo que ao último governo deste se seguiu Conrado II da Boémia.